# Journal of Common Market Studies
Das Journal of Common Market Studies (JCMS) ist eine vierteljährlich erscheinende wissenschaftliche Zeitschrift der University Association for Contemporary European Studies. JCMS publiziert wirtschafts- und politikwissenschaftliche Studien der europäischen Integration und des gemeinsamen Marktes. Eine der 6 Ausgaben eines Jahres ist der Evaluation der ökonomischen Entwicklung der Europäischen Union gewidmet.
Das Journal wurde 1962 von Uwe Kitzinger gegründet.

## Redaktion
Die Redaktion des JCMS wird zurzeit (2015) gemeinsam von Michelle Cini und Amy Verdun geleitet. Die Redaktion von Buchrezensionen obliegt Ruby Gropas und Gaby Umbach, während die Redaktion der jährlich erscheinenden Politikevaluation der Europäischen Union von Nat Copsey und Tim Haughton übernommen wird. Daneben gibt es noch 6 weitere Redaktion sowie eine 23-köpfigen Beirat.

## Rezeption
Eine Studie der französischen Ökonomen Pierre-Phillippe Combes und Laurent Linnemer sortiert das Journal mit Rang 63 von 600 wirtschaftswissenschaftlichen Zeitschriften in die drittbeste Kategorie A ein.
Das Journal hatte 2014 nach eigenen Angaben einen Impact Factor von 1.855.